# Phygadeuon nigrifemur
Phygadeuon nigrifemur är en stekelart som beskrevs av Horstmann 2001. Phygadeuon nigrifemur ingår i släktet Phygadeuon och familjen brokparasitsteklar. Inga underarter finns listade i Catalogue of Life.